# Challenge de Majorque 2015
La 24e édition du Challenge de Majorque a eu lieu du 29 au 1er février 2015. Au total, quatre épreuves font partie de ce Challenge de Majorque. Le classement final de l'épreuve n'est plus calculé depuis 2010. Les quatre courses font partie du calendrier UCI Europe Tour 2015 en catégorie 1.1.
Le Trofeo Ses Salines a été remporté lors d'un sprint massif par l'Italien Matteo Pelucchi (IAM) devant son compatriote Elia Viviani (Sky) et l'Espagnol José Joaquín Rojas (Movistar).
Le Trofeo Andratx-Mirador d'Es Colomer a été remporté par le Britannique Steve Cummings (MTN-Qhubeka) qui s'impose devant l'Espagnol Alejandro Valverde (Movistar), qui termine dans le même temps, et l'Italien Davide Formolo (Cannondale-Garmin), relégué à six secondes du vainqueur.
Le Trofeo Serra de Tramontana a été remporté par l'Espagnol Alejandro Valverde (Movistar) qui s'impose en solitaire respectivement avec 1 min 23 s d'avance sur le Belge Tim Wellens (Lotto-Soudal) et 1 min 33 s sur le Tchèque Leopold König (Sky).
Le Trofeo Playa de Palma-Palma a été remporté lors d'un sprint massif par l'Italien Matteo Pelucchi (IAM) qui s'impose respectivement devant l'Allemand André Greipel (Lotto-Soudal) et le Britannique Ben Swift (Sky).

## Présentation

### Parcours

Parcours des courses
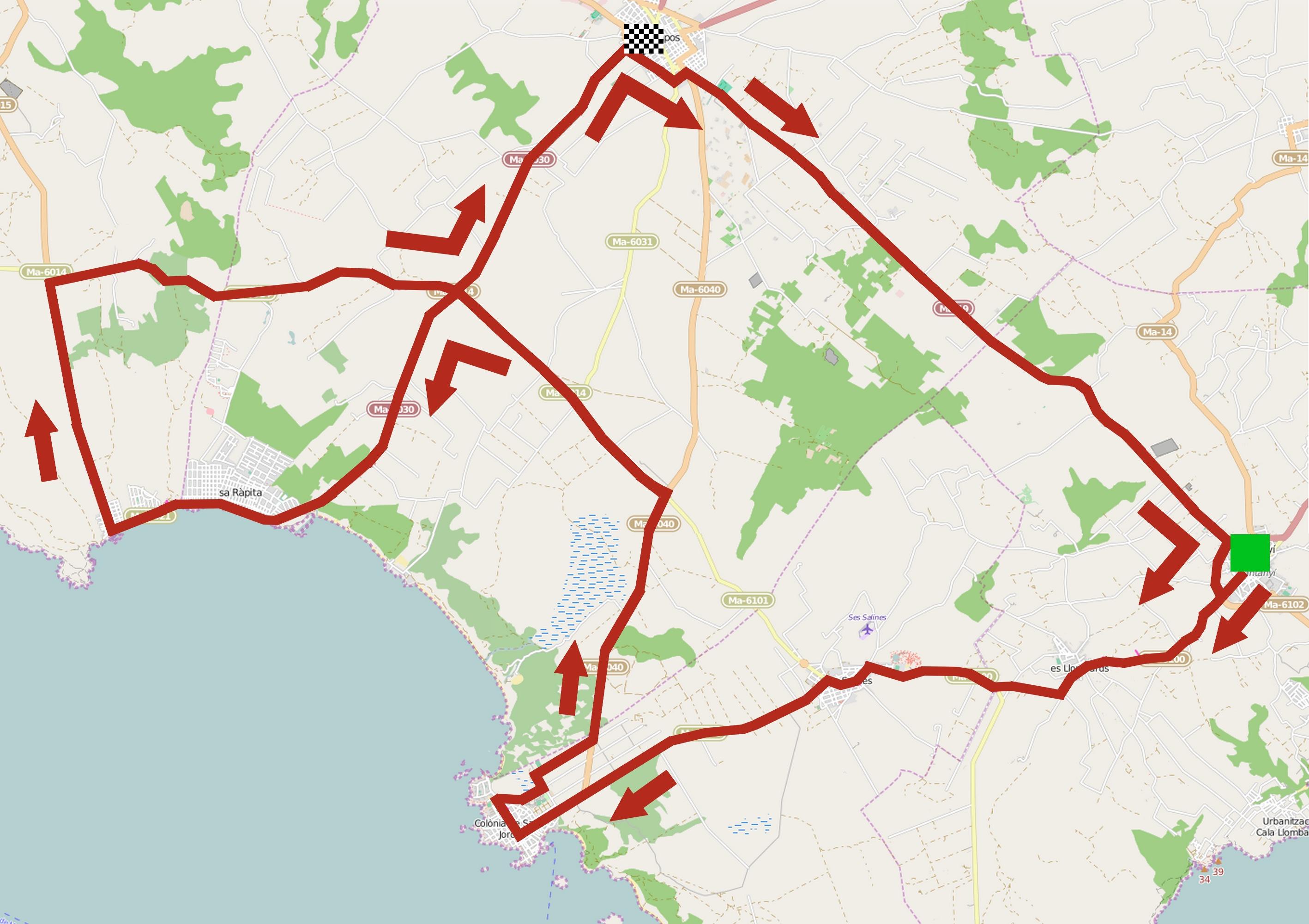
Trofeo Santanyi-Ses Salines-Campos.
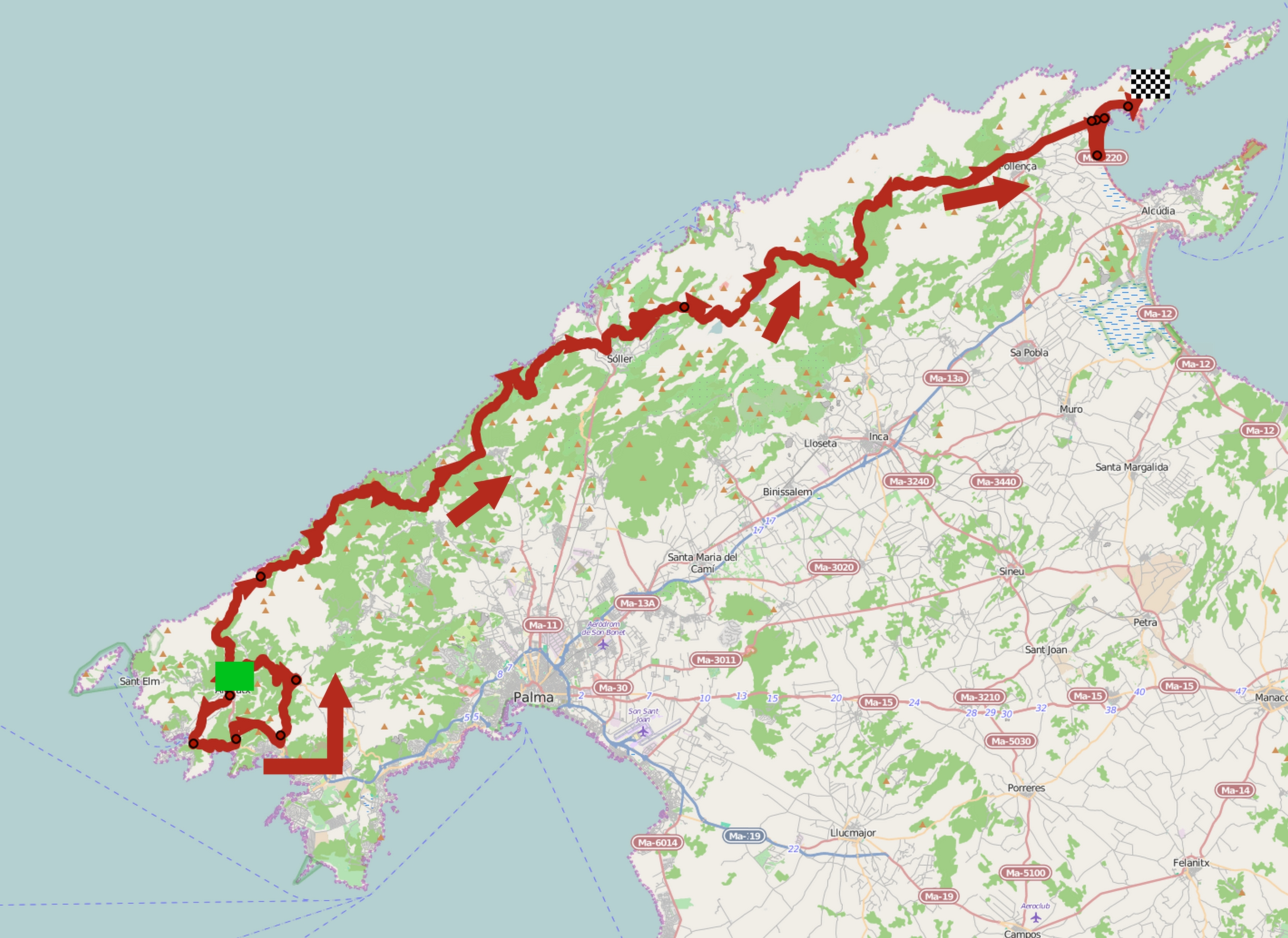
Trofeo Andratx-Mirador d'Es Colomer.
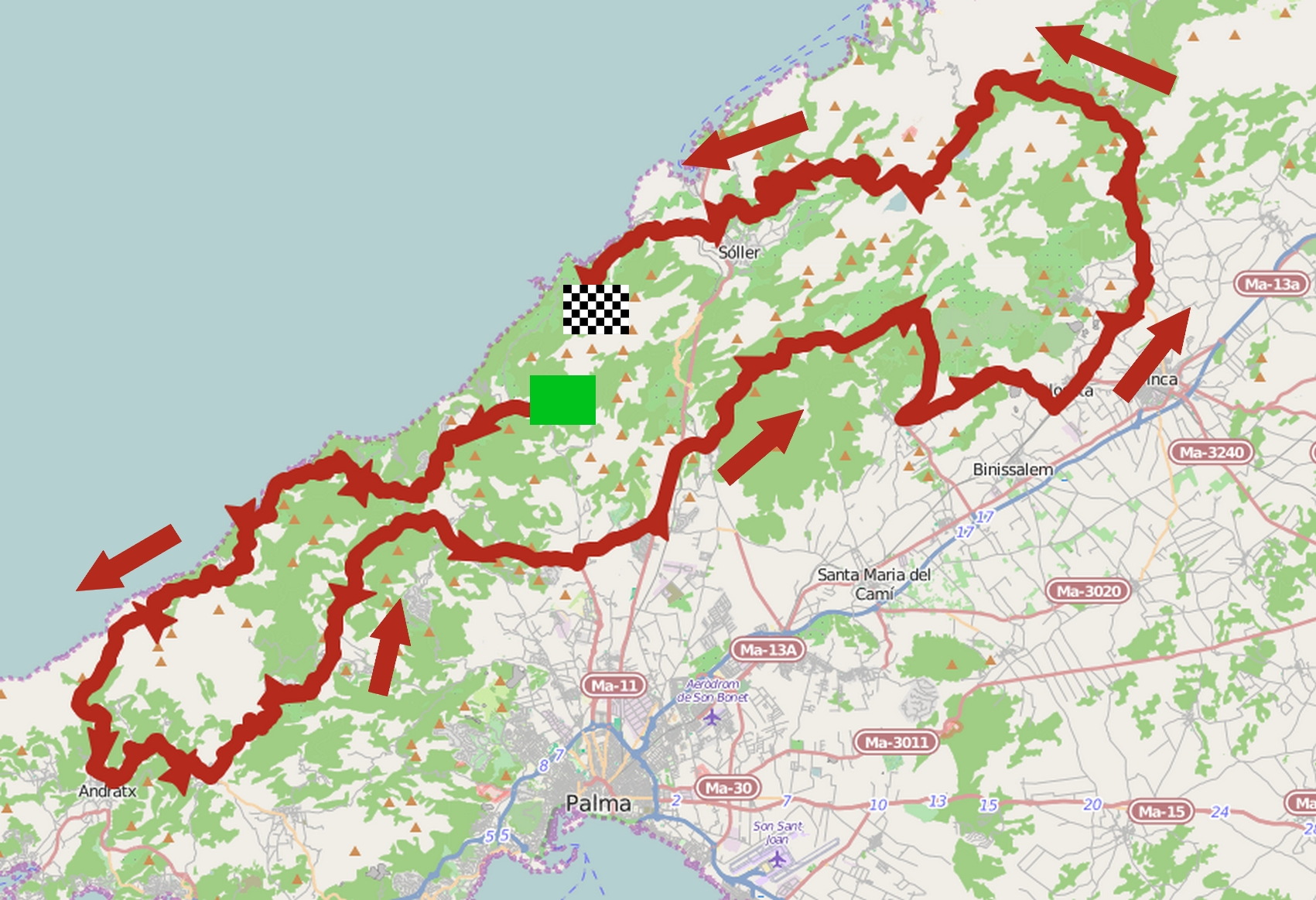
Trofeo Serra de Tramuntana.
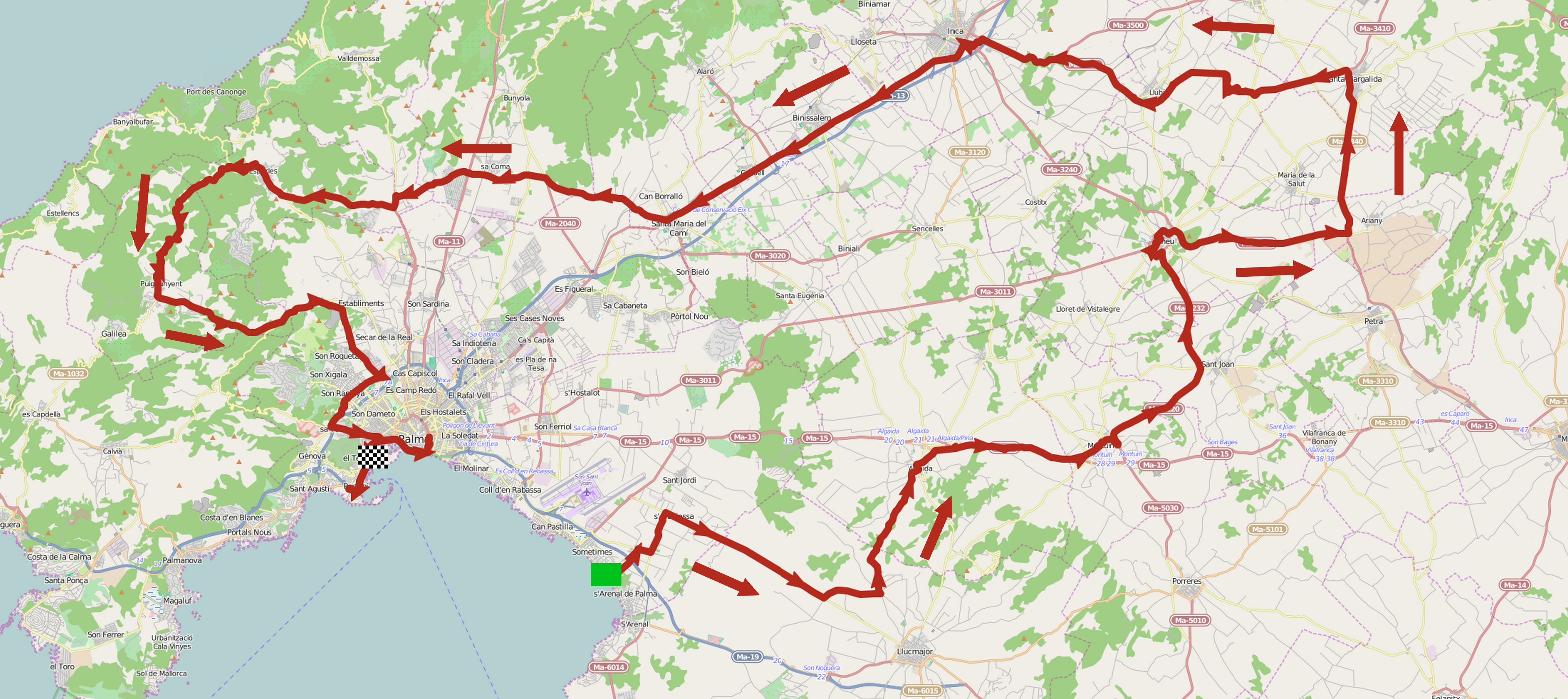
Trofeo Playa de Palma-Palma 2015.

### Équipes
Classées en catégorie 1.1 de l'UCI Europe Tour, les épreuves du Challenge de Majorque sont par conséquent ouvertes aux WorldTeams dans la limite de 50 % des équipes participantes, aux équipes continentales professionnelles, aux équipes continentales et aux équipes nationales.
Vingt-deux équipes participent à ce Challenge de Majorque - six WorldTeams, huit équipes continentales professionnelles, cinq équipes continentales et trois équipes nationales :
| UCI WorldTeams      | UCI WorldTeams | UCI WorldTeams |
| Nom de l'équipe     | Pays           | Code           |
| ------------------- | -------------- | -------------- |
| Cannondale-Garmin   | États-Unis     | TCG            |
| IAM                 | Suisse         | IAM            |
| Lotto-Soudal        | Belgique       | LTS            |
| Movistar            | Espagne        | MOV            |
| Sky                 | Royaume-Uni    | SKY            |
| Trek Factory Racing | États-Unis     | TFR            |

| Équipes continentales professionnelles | Équipes continentales professionnelles | Équipes continentales professionnelles |
| Nom de l'équipe                        | Pays                                   | Code                                   |
| -------------------------------------- | -------------------------------------- | -------------------------------------- |
| Bora-Argon 18                          | Allemagne                              | BOA                                    |
| Caja Rural-Seguros RGA                 | Espagne                                | CJR                                    |
| CCC Sprandi Polkowice                  | Pologne                                | CCC                                    |
| Cofidis                                | France                                 | COF                                    |
| Cult Energy                            | Danemark                               | CLT                                    |
| Europcar                               | France                                 | EUC                                    |
| MTN-Qhubeka                            | Afrique du Sud                         | MTN                                    |
| Roompot                                | Pays-Bas                               | ROO                                    |

| Équipes continentales | Équipes continentales | Équipes continentales |
| Nom de l'équipe       | Pays                  | Code                  |
| --------------------- | --------------------- | --------------------- |
| ActiveJet             | Pologne               | AJT                   |
| Burgos BH             | Espagne               | BUR                   |
| Frøy Oslo             | Norvège               | FRB                   |
| Murias Taldea         | Espagne               | MUR                   |
| Roth-Škoda            | Suisse                | ROT                   |

| Équipes nationales              | Équipes nationales | Équipes nationales |
| Nom de l'équipe                 | Pays               | Code               |
| ------------------------------- | ------------------ | ------------------ |
| Équipe nationale d'Espagne      | Espagne            | ESP                |
| Équipe nationale du Royaume-Uni | Royaume-Uni        | GBR                |
| Équipe nationale de Russie      | Russie             | RUS                |

## Étapes
| Étape                               | Date        | Villes étapes                         |                           | Distance (km) | Vainqueur d’étape  | Leader du classement général |
| ----------------------------------- | ----------- | ------------------------------------- | ------------------------- | ------------- | ------------------ | ---------------------------- |
| Trofeo Santanyí-Ses Salines-Campos  | 29 janvier  | Santanyí - Campos                     | Étape de plaine           | 175,5         | Matteo Pelucchi    | Aucun leader                 |
| Trofeo Andratx-Mirador d'Es Colomer | 30 janvier  | Andratx - Pollença                    | Étape de moyenne montagne | 149           | Steve Cummings     | Aucun leader                 |
| Trofeo Serra de Tramontana          | 31 janvier  | Valldemossa - Deià                    | Étape de moyenne montagne | 165,7         | Alejandro Valverde | Aucun leader                 |
| Trofeo Playa de Palma-Palma         | 1er février | Palma de Majorque - Palma de Majorque | Étape de plaine           | 168,2         | Matteo Pelucchi    | Aucun leader                 |

## Classements

### Trofeo Santanyí-Ses Salines-Campos
L'Italien Matteo Pelucchi (IAM) remporte le Trofeo Santanyí-Ses Salines-Campos en parcourant les 175,5 kilomètres en 4 h 17 min 55 s, soit à une vitesse moyenne de 40,827 km/h. Il est suivi dans le même temps par son compatriote Elia Viviani (Sky) et par l'Espagnol José Joaquín Rojas (Movistar). Sur les 176 coureurs qui ont pris le départ, 169 franchissent la ligne d'arrivée. Le dernier est un autre Italien Alessio Bottura (Roth-Škoda), à 6 min 54 s, parmi un groupe de sept coureurs.
| Classement final | Classement final   | Classement final | Classement final    | Classement final   |
|                  | Coureur            | Pays             | Équipe              | Temps              |
| ---------------- | ------------------ | ---------------- | ------------------- | ------------------ |
| 1er              | Matteo Pelucchi    | Italie           | IAM                 | en 4 h 17 min 55 s |
| 2e               | Elia Viviani       | Italie           | Sky                 | m.t                |
| 3e               | José Joaquín Rojas | Espagne          | Movistar            | m.t                |
| 4e               | Nacer Bouhanni     | France           | Cofidis             | m.t                |
| 5e               | Danny van Poppel   | Pays-Bas         | Trek Factory Racing | m.t                |
| 6e               | Raymond Kreder     | Pays-Bas         | Roompot             | m.t                |
| 7e               | Ben Swift          | Royaume-Uni      | Sky                 | m.t                |
| 8e               | André Greipel      | Allemagne        | Lotto-Soudal        | m.t                |
| 9e               | Bryan Coquard      | France           | Europcar            | m.t                |
| 10e              | Sam Bennett        | Irlande          | Bora-Argon 18       | m.t                |
| modifier         |                    |                  |                     |                    |

### Trofeo Andratx-Mirador d'Es Colomer
Le Britannique Steve Cummings (MTN-Qhubeka) remporte le Trofeo Andratx-Mirador d'Es Colomer, deuxième course du Challenge de Majorque, en parcourant les 149 kilomètres entre Andratx et le Mirador d'es Colomer à Pollença en 3 h 56 min 30 s, soit à une vitesse moyenne de 37,801 km/h. Il est suivi dans le même temps par l'Espagnol Alejandro Valverde (Movistar) et à six secondes par l'Italien Davide Formolo (Cannondale-Garmin). Sur les 176 coureurs qui ont pris le départ, 141 franchissent la ligne d'arrivée, huit sont arrivés hors délais et 27 ont abandonné. Le dernier est le Sud-africain Reinardt Janse van Rensburg (MTN-Qhubeka), à 18 min 1 s.
| Classement final | Classement final    | Classement final | Classement final    | Classement final   |
|                  | Coureur             | Pays             | Équipe              | Temps              |
| ---------------- | ------------------- | ---------------- | ------------------- | ------------------ |
| 1er              | Steve Cummings      | Royaume-Uni      | MTN-Qhubeka         | en 3 h 56 min 30 s |
| 2e               | Alejandro Valverde  | Espagne          | Movistar            | + 0 s              |
| 3e               | Davide Formolo      | Italie           | Cannondale-Garmin   | + 6 s              |
| 4e               | Bauke Mollema       | Pays-Bas         | Trek Factory Racing | + 6 s              |
| 5e               | Leopold König       | Tchéquie         | Sky                 | + 6 s              |
| 6e               | Beñat Intxausti     | Espagne          | Movistar            | + 13 s             |
| 7e               | Kanstantsin Siutsou | Biélorussie      | Sky                 | + 15 s             |
| 8e               | Giovanni Visconti   | Italie           | Movistar            | + 15 s             |
| 9e               | Ian Boswell         | États-Unis       | Sky                 | + 15 s             |
| 10e              | Tim Wellens         | Belgique         | Lotto-Soudal        | + 15 s             |
| modifier         |                     |                  |                     |                    |

### Trofeo Serra de Tramontana
Le Trofeo Serra de Tramontana, troisième course du Challenge de Majorque, a été remporté par l'Espagnol Alejandro Valverde (Movistar) qui a parcouru les 165,7 kilomètres entre Valldemossa et Deià en 4 h 34 min 29 s, soit à une vitesse moyenne de 36,221 km/h. Il est suivi à 1 min 23 s par le Belge Tim Wellens (Lotto-Soudal) et à 1 min 33 s par le Tchèque Leopold König (Sky). Sur les 173 coureurs qui ont pris le départ, 46 franchissent la ligne d'arrivée, dix sont arrivés hors délais et 117 ont abandonné. Le dernier est le Français Maxime Méderel (Europcar), arrivé à 21 min 12 s, avec un autre coureur.
| Classement final | Classement final   | Classement final | Classement final      | Classement final   |
|                  | Coureur            | Pays             | Équipe                | Temps              |
| ---------------- | ------------------ | ---------------- | --------------------- | ------------------ |
| 1er              | Alejandro Valverde | Espagne          | Movistar              | en 4 h 34 min 29 s |
| 2e               | Tim Wellens        | Belgique         | Lotto-Soudal          | + 1 min 23 s       |
| 3e               | Leopold König      | Tchéquie         | Sky                   | + 1 min 33 s       |
| 4e               | José Joaquín Rojas | Espagne          | Movistar              | + 2 min 10 s       |
| 5e               | Marc de Maar       | Pays-Bas         | Roompot               | + 2 min 10 s       |
| 6e               | Giovanni Visconti  | Italie           | Movistar              | + 2 min 53 s       |
| 7e               | Grega Bole         | Slovénie         | CCC Sprandi Polkowice | + 2 min 53 s       |
| 8e               | Tiesj Benoot       | Belgique         | Lotto-Soudal          | + 2 min 53 s       |
| 9e               | Fränk Schleck      | Luxembourg       | Trek Factory Racing   | + 2 min 53 s       |
| 10e              | Merhawi Kudus      | Érythrée         | MTN-Qhubeka           | + 2 min 53 s       |
| modifier         |                    |                  |                       |                    |

### Trofeo Playa de Palma-Palma
Matteo Pelucchi remporte la course.
| Classement final | Classement final  | Classement final | Classement final    | Classement final  |
|                  | Coureur           | Pays             | Équipe              | Temps             |
| ---------------- | ----------------- | ---------------- | ------------------- | ----------------- |
| 1er              | Matteo Pelucchi   | Italie           | IAM                 | en 4 h 6 min 17 s |
| 2e               | André Greipel     | Allemagne        | Lotto-Soudal        | m.t               |
| 3e               | Ben Swift         | Royaume-Uni      | Sky                 | m.t               |
| 4e               | Sam Bennett       | Irlande          | Bora-Argon 18       | m.t               |
| 5e               | Bryan Coquard     | France           | Europcar            | m.t               |
| 6e               | Raymond Kreder    | Pays-Bas         | Roompot             | m.t               |
| 7e               | Fabian Cancellara | Suisse           | Trek Factory Racing | m.t               |
| 8e               | Russell Downing   | Royaume-Uni      | Cult Energy         | m.t               |
| 9e               | Dylan Page        | Suisse           | Roth-Škoda          | m.t               |
| 10e              | Kristian Sbaragli | Italie           | MTN-Qhubeka         | m.t               |
| modifier         |                   |                  |                     |                   |

## UCI Europe Tour
Ce Trofeo Santanyí-Ses Salines-Campos, ce Trofeo Andratx-Mirador d'Es Colomer, ce Trofeo Serra de Tramontana et ce Trofeo Palma de Mallorca attribuent chacun des points pour l'UCI Europe Tour 2015, par équipes seulement aux coureurs des équipes continentales professionnelles et continentales, individuellement à tous les coureurs sauf ceux faisant partie d'une équipe ayant un label WorldTeam.
| Position,          | 1er | 2e | 3e | 4e | 5e | 6e | 7e | 8e | 9e | 10e | 11e | 12e |
| Classement général | 80  | 56 | 32 | 24 | 20 | 16 | 12 | 8  | 7  | 6   | 5   | 3   |

| Cycliste          | Équipe                 | 1er trophée | 2e trophée | 3e trophée | 4e trophée | Total |
| ----------------- | ---------------------- | ----------- | ---------- | ---------- | ---------- | ----- |
| Steve Cummings    | MTN-Qhubeka            | -           | 80         | -          | -          | 80    |
| Raymond Kreder    | Roompot                | 16          | -          | -          | 16         | 32    |
| Sam Bennett       | Bora-Argon 18          | 6           | -          | -          | 24         | 30    |
| Bryan Coquard     | Europcar               | 7           | -          | -          | 20         | 27    |
| Marc de Maar      | Roompot                | -           | 5          | 20         | -          | 25    |
| Nacer Bouhanni    | Cofidis                | 24          | -          | -          | -          | 24    |
| Grega Bole        | CCC Sprandi Polkowice  | -           | -          | 12         | -          | 12    |
| Dylan Page        | Roth-Škoda             | 3           | -          | -          | 7          | 10    |
| Russell Downing   | Cult Energy            | -           | -          | -          | 8          | 8     |
| Merhawi Kudus     | MTN-Qhubeka            | -           | -          | 6          | -          | 6     |
| Kristian Sbaragli | MTN-Qhubeka            | -           | -          | -          | 6          | 6     |
| Lukas Jaun        | Roth-Škoda             | 5           | -          | -          | -          | 5     |
| Egoitz García     | Murias Taldea          | -           | -          | 3          | -          | 3     |
| Francesco Lasca   | Caja Rural-Seguros RGA | -           | -          | -          | 3          | 3     |